# Dry Ridge (Kentucky)
Dry Ridge – miasto w Stanach Zjednoczonych, w stanie Kentucky, w hrabstwie Grant.